# Collecte Localisation Satellites
AFFICHERTITRE
Pour les articles homonymes, voir CLS.
Collecte Localisation Satellites (CLS), filiale du Centre national d'études spatiales (CNES) et de la Compagnie Nationale à Portefeuille (CNP), est une société internationale spécialisée dans la fourniture de solutions d'observation et de surveillance de la Terre depuis 1986.
L’entreprise fournit notamment des services satellitaires basés sur la localisation et la collecte de données environnementales.

## Histoire

### Contexte
Les premières données Argos furent collectées par CLS en 1986, c’est d’ailleurs durant cette même année que l’explorateur Jean-Louis Étienne parvient à rallier le pôle Nord magnétique tout en étant équipé d’un de ces émetteurs.
Durant les années 1980, le suivi par satellites des animaux a commencé à se répandre (ours polaires, albatros, caribou…) grâce aux colliers ou « sac à dos » Argos.

### Création
La société est créée en 1986 par le CNES.

### Années 1990
En 1992, c’est le satellite nommé TOPEX/Poseidon qui est lancé et permet à CLS de mesurer le niveau moyen de la mer.
Noël 1996 correspond à la première intervention de la filiale du CNES dans une opération de sauvetage. C’est lorsque le bateau de Raphaël Dinelli, un des participants du Vendée Globe, se retourne et qu’il se retrouve seul sur la coque de son bateau au beau milieu de l’océan que les balises Argos qu’il transporte permettent de le localiser et de le secourir.

### Les années 2000
L’année 2000 correspond à l’entrée de CLS dans la sécurité maritime : Lorsqu’un cargo fut attaqué dans le Détroit de Malacca et que son capitaine déclencha son système d’alerte anti-piraterie fourni par l’entreprise.
À la demande directe du chef de l’État français en 2003, CLS s’implique dans la lutte contre les méfaits de la pêche illégale ayant lieu dans l’archipel des Kerguelen, terres australes et antarctiques françaises.
Cette même année, la filiale Novacom Services équipe et suit une flotte humanitaire de terminaux satellitaires pour le compte de la croix rouge.
C'est enfin en 2007, que les experts du Groupe Inter-gouvernemental sur l’évolution du climat se servent de la courbe du niveau moyen de la mer, généré par CLS et ses partenaires (CNES, Legos), pour alerter sur l’importance de réagir face au réchauffement climatique.
En 2008, CLS veille à la sécurité des skippers du Vendée Globe et détecte notamment plus de 1000 icebergs sur la durée de la course.

### Les années 2010
En 2012, CLS met en place un système de prédiction des phénomènes océaniques et propose également un service de détection des pollutions accidentelles. Ces deux innovations sont destinées à accompagner les entreprises pétrolières dans le respect des normes environnementales écoresponsables.
Cette même année, CLS prédit une éruption solaire et aide ainsi Arianespace à prévoir le tir de l’ATV.
En 2013, la société remporte trois contrats, en Inde, au Sri Lanka, en Thaïlande. Chaque contrat pèse environ un demi million d'euros. Ce projet visait dès 2012 à établir des pêches durables en Indonésie grâce à une bonne gestion environnementale côtière et à une meilleure lutte contre la pêche illégale. Ces objectifs seront réalisés à partir de l’exploitation et de la valorisation de données océanographiques spatiales.
En 2015, CLS soutient la construction du Grand Paris Express (200 km de métro, 68 nouvelles gares…), en utilisant ses solutions pour surveiller cette activité. La même année, Paris accueille la COP 21 et CLS est sollicitée pour exposer au Président de la République Française, François Hollande, ses solutions pour l’environnement et le climat.
En 2017, CLS acquiert SIRS.
Le 10 septembre 2018 est annoncé la création de la constellation Kinéis. L'objectif est de fournir des mini-balises Argos et profiter des technologies numériques IoT pour proposer une nouvelle connectivité simple, efficace et qui couvrirait le monde entier.
En 2019 a lieu une fusion de la filiale Novacom Services avec CLS. Les deux entreprises fusionnent en 2020.

### Les années 2020
En 2021, CLS travaille avec la Marine nationale pour la mise en place des services Trimaran III un système sans précédent basé sur l’exploitation de données satellitaires multi-capteurs. La même année, CLS rachète Meteodyn.
Le Groupe CLS a réalisé un chiffre d’affaires de près de 140 millions en 2021.
En 2024, CLS fait l'acquisition de l'entreprise Enviro & Industrial Solutions Middle East, basé au Moyen Orient. Elle rachète la même année la société française Quiet-Oceans, basée à Brest en France.
En 2025, l'Indonésie choisit CLS pour renforcer sa météorologie marine avec un contrat historique pour la société. Le 1er juillet 2025, Stéphanie Limouzin devient Présidente du groupe CLS.

## Organisation
CLS emploie 1 000 salariés, au siège à Toulouse et sur ses 31 autres sites dans le monde. L’entreprise œuvre dans 5 secteurs d’activités :
- la surveillance environnementale ;
- la gestion durable des pêches ;
- la sécurité maritime ;
- la mobilité ;
- les énergies & infrastructures[26].